# Parallelomma vittata
Parallelomma vittata är en tvåvingeart som först beskrevs av Johann Wilhelm Meigen 1826.  Parallelomma vittata ingår i släktet Parallelomma och familjen kolvflugor. Inga underarter finns listade i Catalogue of Life.